# Waterpolo als Jocs Olímpics d'estiu de 2008
La competició de waterpolo dels Jocs Olímpics d'Estiu 2008 es jugaren a la piscina del Piscina Ying Tung, des del 10 al 24 d'agost de 2008.

## Format de competició
Els equips es repartiren en dos grups, de 6 equips en homes i de 4 equips en dones. Els dos primers classificats de cada grup avançaren a les semifinals i els guanyadors d'aquestes jugaren la final, els perdedors de les semifinals es disputaren la medalla de bronze.

## Calendari de classificació

### Masculí
| Waterpolo Masculí                  | Data                                 | Seu            | Places | Classificat                   |
| ---------------------------------- | ------------------------------------ | -------------- | ------ | ----------------------------- |
| País amfitrió                      | -                                    | -              | 1      | Xina                          |
| Campionat del Món de la FINA 2007  | 17 de maig - 1 d'abril, 2007         | Melbourne      | 3      | Croàcia Hongria Espanya       |
| Lliga Mundial 2007                 | 3 de juliol - 12 d'agost, 2007       | Berlín         | 1      | Sèrbia                        |
| Torneig de classificació europea   | 2 - 9 de setembre, 2007              | Bratislava     | 1      | Montenegro                    |
| Jocs Panamericans 2007             | 13 - 29 de juliol, 2007              | Rio de Janeiro | 1      | Estats Units                  |
| Torneig de classificació d'Oceania | 30 de novembre - 2 de desembre, 2007 | Auckland       | 1      | Austràlia                     |
| Torneig de classificació olímpic   | 2 - 9 de març, 2008                  | Oradea         | 4      | Alemanya Itàlia Grècia Canadà |
| TOTAL                              |                                      |                | 12     |                               |

### Femení
| Waterpolo Femení                   | Data                      | Seu            | Places | Classificat                  |
| ---------------------------------- | ------------------------- | -------------- | ------ | ---------------------------- |
| País amfitrió                      | -                         | -              | 1      | Xina                         |
| Torneig de classificació europea   | 19 - 26 d'agost, 2007     | Kirishi        | 1      | Països Baixos                |
| Jocs Panamericans 2007             | 13 - 29 de juliol, 2007   | Rio de Janeiro | 1      | Estats Units                 |
| Torneig de classificació d'Oceania | 17 - 19 de desembre, 2007 | Brisbane       | 1      | Austràlia                    |
| Torneig de classificació olímpic   | 17 - 24 de febrer, 2008   | Imperia        | 4      | Itàlia Rússia Hongria Grècia |
| TOTAL                              |                           |                | 8      |                              |

## Resum de medalles
| Categoria | Or | Plata | Bronze |
| Femenina  | Països BaixosIlse van der Meijden · Yasemin Smit · Mieke Cabout · Biurakn Hakhverdian · Marieke van den Ham · Danielle de Bruijn · Iefke van Belkum · Noeki Klein · Gillian van den Berg · Alette Sijbring · Rianne Guichelaar · Simone Koot · Meike de Nooy | Estats UnitsElizabeth Armstrong · Heather Petri · Brittany Hayes · Brenda Villa · Lauren Wenger · Natalie Golda · Patty Cardenas · Jessica Steffens · Elsie Windes · Alison Gregorka · Moriah van Norman · Kami Craig · Jaime Hipp | AustràliaEmma Knox · Gemma Beadsworth · Nikita Cuffe · Rebecca Rippon · Suzie Fraser · Bronwen Knox · Taniele Gofers · Kate Gynther · Jenna Santoromito · Mia Santoromito · Melissa Rippon · Amy Hetzel · Alicia McCormack            |
| Masculina | HongriaZoltán Szécsi · Tamás Varga · Norbert Madaras · Dénes Varga · Tamás Kásás · Norbert Hosnyánszky · Gergely Kiss · Tibor Benedek · Dániel Varga · Péter Biros · Gábor Kis · Tamás Molnár · István Gergely                                               | Estats UnitsMerrill Moses · Peter Varellas · Peter Hudnut · Jeff Powers · Adam Wright · Rick Merlo · Layne Beaubien · Tony Azevedo · Ryan Bailey · Tim Hutten · Jesse Smith · J. W. Krumpholz · Brandon Brooks                     | SèrbiaDenis Šefik · Živko Gocić · Andrija Prlainović · Vanja Udovičić · Dejan Savić · Duško Pijetlović · Nikola Rađen · Filip Filipović · Aleksandar Ćirić · Aleksandar Šapić · Vladimir Vujasinović · Branko Peković · Slobodan Soro |

## Medaller
| Pos. | Comitè Olímpic | Or | Plata | Bronze | Total |
| 1    | Països Baixos  | 1  | 0     | 0      | 1     |
| 1    | Hongria        | 1  | 0     | 0      | 1     |
| 3    | Estats Units   | 0  | 2     | 0      | 2     |
| 4    | Austràlia      | 0  | 0     | 1      | 1     |
| 4    | Sèrbia         | 0  | 0     | 1      | 1     |

## Resultats

### Competició masculina

#### Fase de Grups
Grup A
| Equip      | J | G | E | P | GF | GC | Dif | Pts |
| ---------- | - | - | - | - | -- | -- | --- | --- |
| Hongria    | 5 | 4 | 1 | 0 | 60 | 36 | +24 | 9   |
| Espanya    | 5 | 4 | 0 | 1 | 52 | 34 | +18 | 8   |
| Montenegro | 5 | 2 | 2 | 1 | 43 | 33 | +10 | 6   |
| Austràlia  | 5 | 2 | 1 | 2 | 45 | 41 | +4  | 5   |
| Grècia     | 5 | 1 | 0 | 4 | 39 | 56 | -17 | 2   |
| Canadà     | 5 | 0 | 0 | 5 | 21 | 61 | -40 | 0   |

| {{{data}}} | {{{equip1}}} | ‐ | {{{equip2}}} | {{{localització}}} |

| {{{data}}} | {{{equip1}}} | ‐ | {{{equip2}}} | {{{localització}}} |

| {{{data}}} | {{{equip1}}} | ‐ | {{{equip2}}} | {{{localització}}} |

| {{{data}}} | {{{equip1}}} | ‐ | {{{equip2}}} | {{{localització}}} |

| {{{data}}} | {{{equip1}}} | ‐ | {{{equip2}}} | {{{localització}}} |

| {{{data}}} | {{{equip1}}} | ‐ | {{{equip2}}} | {{{localització}}} |

| {{{data}}} | {{{equip1}}} | ‐ | {{{equip2}}} | {{{localització}}} |

| {{{data}}} | {{{equip1}}} | ‐ | {{{equip2}}} | {{{localització}}} |

| {{{data}}} | {{{equip1}}} | ‐ | {{{equip2}}} | {{{localització}}} |

| {{{data}}} | {{{equip1}}} | ‐ | {{{equip2}}} | {{{localització}}} |

| {{{data}}} | {{{equip1}}} | ‐ | {{{equip2}}} | {{{localització}}} |

| {{{data}}} | {{{equip1}}} | ‐ | {{{equip2}}} | {{{localització}}} |

| {{{data}}} | {{{equip1}}} | ‐ | {{{equip2}}} | {{{localització}}} |

| {{{data}}} | {{{equip1}}} | ‐ | {{{equip2}}} | {{{localització}}} |

| {{{data}}} | {{{equip1}}} | ‐ | {{{equip2}}} | {{{localització}}} |

Grup B
| Equip        | J | G | E | P | GF | GC | Dif | Pts |
| ------------ | - | - | - | - | -- | -- | --- | --- |
| Estats Units | 5 | 4 | 0 | 1 | 37 | 31 | +6  | 8   |
| Croàcia      | 5 | 4 | 0 | 1 | 56 | 31 | +25 | 8   |
| Sèrbia       | 5 | 3 | 0 | 2 | 50 | 48 | +2  | 6   |
| Itàlia       | 5 | 2 | 0 | 3 | 57 | 50 | +7  | 4   |
| Alemanya     | 5 | 2 | 0 | 3 | 33 | 44 | -11 | 4   |
| Xina         | 5 | 0 | 0 | 5 | 25 | 64 | -39 | 0   |

| {{{data}}} | {{{equip1}}} | ‐ | {{{equip2}}} | {{{localització}}} |

| {{{data}}} | {{{equip1}}} | ‐ | {{{equip2}}} | {{{localització}}} |

| {{{data}}} | {{{equip1}}} | ‐ | {{{equip2}}} | {{{localització}}} |

| {{{data}}} | {{{equip1}}} | ‐ | {{{equip2}}} | {{{localització}}} |

| {{{data}}} | {{{equip1}}} | ‐ | {{{equip2}}} | {{{localització}}} |

| {{{data}}} | {{{equip1}}} | ‐ | {{{equip2}}} | {{{localització}}} |

| {{{data}}} | {{{equip1}}} | ‐ | {{{equip2}}} | {{{localització}}} |

| {{{data}}} | {{{equip1}}} | ‐ | {{{equip2}}} | {{{localització}}} |

| {{{data}}} | {{{equip1}}} | ‐ | {{{equip2}}} | {{{localització}}} |

| {{{data}}} | {{{equip1}}} | ‐ | {{{equip2}}} | {{{localització}}} |

| {{{data}}} | {{{equip1}}} | ‐ | {{{equip2}}} | {{{localització}}} |

| {{{data}}} | {{{equip1}}} | ‐ | {{{equip2}}} | {{{localització}}} |

| {{{data}}} | {{{equip1}}} | ‐ | {{{equip2}}} | {{{localització}}} |

| {{{data}}} | {{{equip1}}} | ‐ | {{{equip2}}} | {{{localització}}} |

| {{{data}}} | {{{equip1}}} | ‐ | {{{equip2}}} | {{{localització}}} |

#### Fase Final
|  | Quarts de final | Quarts de final |             |             | Semifinals | Semifinals |  |  | Final | Final |
|  |                 |                 |             |             |            |            |  |  |       |       |
|  |                 |                 |             |             |            |            |  |  |       |       |
|  |                 |                 |             |             |            |            |  |  |       |       |
|  | Hongria         |                 |             |             |            |            |  |  |       |       |
|  |                 |                 |             |             |            |            |  |  |       |       |
|  | bye             |                 |             |             |            |            |  |  |       |       |
|  | Hongria         | 11              |             |             |            |            |  |  |       |       |
|  | Hongria         | 11              |             |             |            |            |  |  |       |       |
|  |                 | Montenegro      | 9           |             |            |            |  |  |       |       |
|  | Montenegro      | Montenegro      | 9           | 7           |            |            |  |  |       |       |
|  | Montenegro      |                 |             | 7           |            |            |  |  |       |       |
|  | Croàcia         | 6               |             |             |            |            |  |  |       |       |
|  | Croàcia         | 6               | Hongria     | 14          |            |            |  |  |       |       |
|  |                 |                 | Hongria     | 14          |            |            |  |  |       |       |
|  |                 | Estats Units    | 10          |             |            |            |  |  |       |       |
|  | Estats Units    | Estats Units    | 10          |             |            |            |  |  |       |       |
|  |                 |                 |             |             |            |            |  |  |       |       |
|  | bye             |                 |             |             |            |            |  |  |       |       |
|  | Estats Units    | 10              | Tercer lloc | Tercer lloc |            |            |  |  |       |       |
|  | Estats Units    | 10              | Tercer lloc | Tercer lloc |            |            |  |  |       |       |
|  |                 | Sèrbia          | 5           |             |            |            |  |  |       |       |
|  | Espanya         | Sèrbia          | 5           | 5           | Montenegro | 4          |  |  |       |       |
|  | Espanya         |                 |             | 5           | Montenegro | 4          |  |  |       |       |
|  | Sèrbia          | 9               |             | Sèrbia      | 6          |            |  |  |       |       |
|  | Sèrbia          | 9               |             |             | 6          |            |  |  |       |       |
|  |                 |                 |             |             |            |            |  |  |       |       |
|  |                 |                 |             |             |            |            |  |  |       |       |

### Competició femenina

#### Fase de Grups
Grup A
| Equip        | J | G | E | P | GF | GC | Dif | Pts |
| ------------ | - | - | - | - | -- | -- | --- | --- |
| Estats Units | 3 | 2 | 1 | 0 | 33 | 26 | +7  | 7   |
| Itàlia       | 3 | 2 | 1 | 0 | 28 | 26 | +2  | 7   |
| Xina         | 3 | 1 | 0 | 2 | 33 | 33 | +0  | 3   |
| Rússia       | 3 | 0 | 0 | 3 | 25 | 34 | -9  | 0   |

| {{{data}}} | {{{equip1}}} | ‐ | {{{equip2}}} | {{{localització}}} |

| {{{data}}} | {{{equip1}}} | ‐ | {{{equip2}}} | {{{localització}}} |

| {{{data}}} | {{{equip1}}} | ‐ | {{{equip2}}} | {{{localització}}} |

| {{{data}}} | {{{equip1}}} | ‐ | {{{equip2}}} | {{{localització}}} |

| {{{data}}} | {{{equip1}}} | ‐ | {{{equip2}}} | {{{localització}}} |

| {{{data}}} | {{{equip1}}} | ‐ | {{{equip2}}} | {{{localització}}} |

Grup B
| Equip         | J | G | E | P | GF | GC | Dif | Pts |
| ------------- | - | - | - | - | -- | -- | --- | --- |
| Hongria       | 3 | 2 | 1 | 0 | 28 | 20 | +8  | 7   |
| Austràlia     | 3 | 2 | 1 | 0 | 25 | 22 | +3  | 7   |
| Països Baixos | 3 | 1 | 0 | 2 | 27 | 27 | +0  | 3   |
| Grècia        | 3 | 0 | 0 | 3 | 16 | 27 | -11 | 0   |

| {{{data}}} | {{{equip1}}} | ‐ | {{{equip2}}} | {{{localització}}} |

| {{{data}}} | {{{equip1}}} | ‐ | {{{equip2}}} | {{{localització}}} |

| {{{data}}} | {{{equip1}}} | ‐ | {{{equip2}}} | {{{localització}}} |

| {{{data}}} | {{{equip1}}} | ‐ | {{{equip2}}} | {{{localització}}} |

| {{{data}}} | {{{equip1}}} | ‐ | {{{equip2}}} | {{{localització}}} |

| {{{data}}} | {{{equip1}}} | ‐ | {{{equip2}}} | {{{localització}}} |

#### Fase Final
|  | Quarts de final | Quarts de final |              |             | Semifinals | Semifinals |  |  | Final | Final |
|  |                 |                 |              |             |            |            |  |  |       |       |
|  |                 |                 |              |             |            |            |  |  |       |       |
|  |                 |                 |              |             |            |            |  |  |       |       |
|  | Estats Units    |                 |              |             |            |            |  |  |       |       |
|  |                 |                 |              |             |            |            |  |  |       |       |
|  | bye             |                 |              |             |            |            |  |  |       |       |
|  | Estats Units    | 9               |              |             |            |            |  |  |       |       |
|  | Estats Units    | 9               |              |             |            |            |  |  |       |       |
|  |                 | Austràlia       | 8            |             |            |            |  |  |       |       |
|  | R.P. de la Xina | Austràlia       | 8            | 11          |            |            |  |  |       |       |
|  | R.P. de la Xina |                 |              | 11          |            |            |  |  |       |       |
|  | Austràlia       | 12              |              |             |            |            |  |  |       |       |
|  | Austràlia       | 12              | Estats Units | 8           |            |            |  |  |       |       |
|  |                 |                 | Estats Units | 8           |            |            |  |  |       |       |
|  |                 | Països Baixos   | 9            |             |            |            |  |  |       |       |
|  | Hongria         | Països Baixos   | 9            |             |            |            |  |  |       |       |
|  |                 |                 |              |             |            |            |  |  |       |       |
|  | bye             |                 |              |             |            |            |  |  |       |       |
|  | Hongria         | 7               | Tercer lloc  | Tercer lloc |            |            |  |  |       |       |
|  | Hongria         | 7               | Tercer lloc  | Tercer lloc |            |            |  |  |       |       |
|  |                 | Països Baixos   | 8            |             |            |            |  |  |       |       |
|  | Itàlia          | Països Baixos   | 8            | 8(3)        | Austràlia  | 9(3)       |  |  |       |       |
|  | Itàlia          |                 |              | 8(3)        | Austràlia  | 9(3)       |  |  |       |       |
|  | Països Baixos   | 8(5)            |              | Hongria     | 9(2)       |            |  |  |       |       |
|  | Països Baixos   | 8(5)            |              |             | 9(2)       |            |  |  |       |       |
|  |                 |                 |              |             |            |            |  |  |       |       |
|  |                 |                 |              |             |            |            |  |  |       |       |